# Friedrich Bodenmüller
Friedrich Bodenmüller, född den 11 augusti 1845 i München, död där den 27 mars 1913, var en tysk målare.
Bodenmüller deltog som officer i kriget 1870–1871 och målade sedan tavlor med ämnen därifrån, bland annat Gatustrid i Versailles, Episod från slaget vid Sedan och Bayerska trupper i slaget vid Wörth (de båda sistnämnda i nya pinakoteket i München). Bodenmüller behandlade sedan även kostymgenren och fantastisk-allegoriska motiv, till exempel i fantasier över Beethovens Cissmollsonat.